# Hydrochoerus
Hydrochoerus é um gênero de roedor da família Caviidae.

## Espécies
- Hydrochoerus gaylordi (extinto)
- Hydrochoerus hydrochaeris (Linnaeus, 1766)
- Hydrochoerus isthmius Goodman, 1912